# JUMP!NG↑GO☆LET'S GO⇒
JUMP!NG↑GO☆LET'S GO⇒ es el octavo sencillo lanzado por la cantante japonesa Hayami Kishimoto en julio del año 2005, luego de haber sacado su segundo álbum JUICY.

## Canciones
1. JUMP!NG↑GO☆LET'S GO⇒
2. Venus 18
3. SAY GOOD BYE GLOOMY DAYS
4. JUMP!NG↑GO☆LET'S GO⇒ (Instrumental)